# Álvaro de Carvalho
Álvaro de Carvalho este un oraș în São Paulo (SP), Brazilia. 